# Bevoor, Bagalkot
Bevoor là một làng thuộc tehsil Bagalkot, huyện Bagalkot, bang Karnataka, Ấn Độ.